# جائزة النمسا الكبرى 1980
جائزة النمسا الكبرى 1980 هو سباق فورمولا 1 أقيم بتاريخ 17 أغسطس 1980 في ستيفن سبيلبرغ، شتايرمارك، النمسا. كان العاشر من أصل 14 في بطولة العالم لسباقات الفورمولا واحد موسم 1980. حلّ الفرنسي جان بيير جابويلي أولا بينما جاء الأسترالي آلان جونز في المركز الثاني وحصل على المركز الثالث الأرجنتيني كارلوس ريوتيمان.